# Polyhymnia

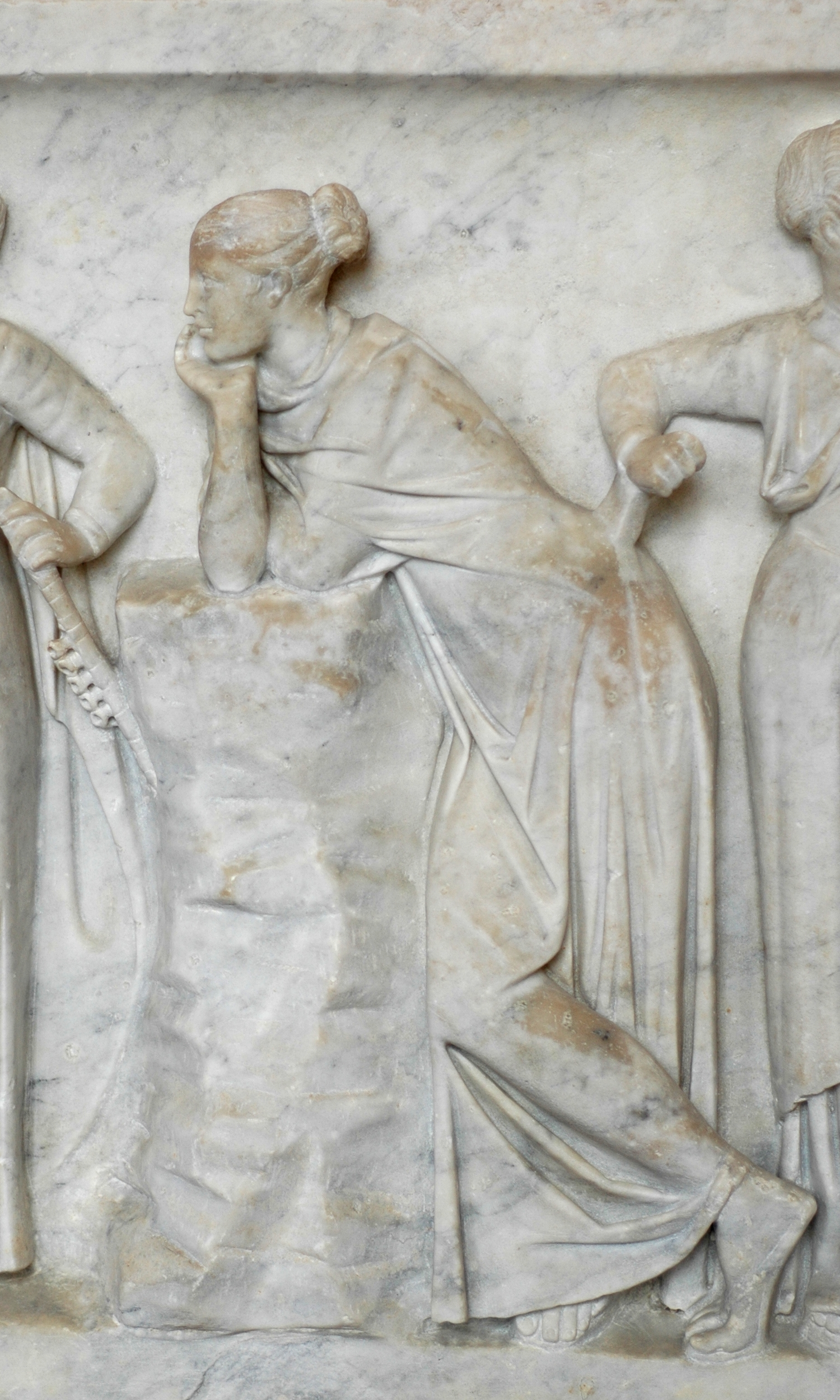
Polyhymnia Sarkophag, 2. Jh. v. Chr., Louvre

Polyhymnia (altgriechisch Πολυύμνια Polyhýmnia) oder Polymnia (im Altgriechischen gebräuchliche Form: Πολύμνια Polýmnia, deutsch ‚die Hymnenreiche‘) ist seit Hesiod eine der neun Musen. Sie ist die Muse der Hymnendichtung. Wie alle Musen ist sie eine Tochter des Zeus und der Mnemosyne. Wie Diodor überliefert, bringt sie jenen Schreibern Ruhm, deren Werke sie für unsterblich hält.
In der bildenden Kunst der Antike wird Polyhymnia als ernste und nachdenkliche Frau und meistens ohne Attribute dargestellt. Oft legt sie den Finger an den Mund oder stützt das Kinn in die Hand oder den Ellbogen auf einen Säulenstumpf. Gekleidet ist sie in einen langen Mantel, trägt einen Schleier und hält auch, vor allem in der nachantiken Kunst, eine Leier. Seit der Renaissance wird Polyhymnia gelegentlich mit Blumen und Blättern bekränzt dargestellt.